# Ballade Nr. 2
Die Ballade Nr. 2 F-Dur op. 38 ist die zweite von insgesamt vier Balladen des polnischen Komponisten Frédéric Chopin. Chopin komponierte dieses Werk zwischen 1836 und 1839 und widmete es seinem gleichaltrigen Kollegen Robert Schumann.

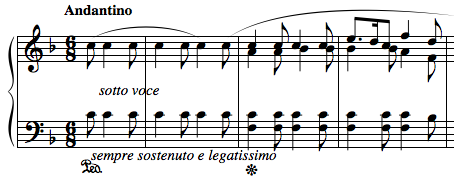
Ballade Nr. 2, Incipit

## Entstehung
Wie die anderen Balladen von Chopin wurde auch dieses Werk von den „Litauischen Balladen“ seines Landsmannes Adam Mickiewicz inspiriert. „Der Switez“ lautet der Name des dramatischen Gedichts, das dem Musikstück zu Grunde liegen soll. Der Komponist begann mit der Arbeit an seinem Werk 1836 in Nohant-Vic, beendet wurde es 1838 nach einer Reise nach Mallorca, die er aus gesundheitlichen Gründen antreten musste. Schumann, dem Chopin das Werk aus Dankbarkeit für dessen Widmung der Kreisleriana gewidmet hat, erinnert sich, dass der Komponist ihm die Ballade mit einem Schluss in F-dur vorgespielt hatte, obwohl der veröffentlichte Schluss in a-moll steht.

## Analyse
Zweimal wechseln ein schlicht gesetztes, pastorales Thema schumannscher Prägung und ein stürmischer Mollsatz einander rondoartig ab. Die dramatische Vorlage von Mickiewicz handelt von Mädchen einer versunkenen Stadt, die in Wasserblumen verwandelt worden waren, um den einfallenden russischen Horden zu entgehen. Der schwankende Rhythmus, in dem sich die liedhaft schlichte Melodie des ersten Teiles (Andantino) bewegt, ist perfekt geeignet, um die Erzählung der leise im Wind rauschenden Wasserlilien tonmalerisch zu illustrieren. Der folgende Teil, Presto con fuoco, malt mit Hilfe fallender Tonkaskaden in der rechten Hand sehr drastisch den Einfall der moskowitischen Horden. Der wiederkehrende erste Teil ist diesmal stark abgewandelt, und im Gegensatz zum Anfang bricht hier der dramatische Teil nicht attacca über den Zuhörer herein, sondern die Spannung wird schrittweise im Laufe des sanften Teiles aufgebaut. Der neuerliche Sturm des Prestos wird noch gesteigert durch einen angehängten Agitato-Teil, in welchem sich der Sturm der Gefühle ins Unermessliche zu steigern scheint, bis nach einem abgerissenen harfenähnlichen Akkord noch einmal der Dichter im Stil des sanften Teiles spricht. Das „Leide-Lied“ der verzauberten Mädchen klingt in wenigen Takten aus, diesmal allerdings in a-Moll, der Tonart des stürmischen Teiles, nicht in F-Dur.

## Rezeption
Die beiden Presto-Teile und das Agitato machen die Ballade zum Virtuosenstück. Die Aufführungsdauer beträgt etwa sieben Minuten. Aufnahmen gibt es fast ausschließlich zusammen mit den drei anderen Balladen. Nennenswert sind die Einspielungen von Krystian Zimerman, Evgeny Kissin und Maurizio Pollini.